# Karl von Weishaupt
Karl Romanus von Weishaupt (Regensburg, 11 de agosto de 1787-Múnich, 18 de diciembre de 1853) fue un teniente general bávaro y ministro de Guerra bajo el Gobierno de Maximiliano II de Baviera entre el 5 de abril y el 21 de noviembre de 1848.

## Biografía
Weishaupt, uno de los cuatro hijos del filósofo Adam Weishaupt y de su segunda esposa Ana María (nacida Sausenhofer), nació en Regensburg. Estudió en la Universidad de Altdorf y fue enseñado por Franz Xaver von Zach en Gotha. En 1804 fue hecho teniente del estado mayor general por su cooperación en trabajos geodésicos. Tomó parte primero en la infantería, después como artillero en las campañas del Ejército bávaro durante los años 1805 y 1815, a partir de 1812 con el rango de Hauptmann, y estuvo como prisioneros de guerra hasta 1813. En 1826 fue ascendido a mayor, y sirvió como jefe de la división para asuntos de artillería en el ministerio de guerra bávaro hasta 1829. Después de estudiar instalaciones de artillería en Inglaterra y Francia, se convirtió en jefe de la fundición de cañones en Augsburgo en 1831. En 1840 se convirtió en Oberstleutnant y en director de artillería en la fortaleza de Landau (una de las fortalezas confederadas). Durante su breve periodo como ministro de guerra, fue ascendido a mayor general y brigadier en 1848, y un día antes de su muerte en Múnich, fue hecho teniente general.
Su hermano Eduard (fallecido en 1864) también fue general. Su hermano menor Alfred (1795-1872) fue un alto consejero para minas y salinas (Oberberg- und Salinenrat) en Berchtesgaden, y fue caballero (Ritter) de la Orden del Mérito de la Corona Bávara (Verdienstorden der Bayerischen Krone) y miembro de la Orden de San Miguel.